# Yambuduipa
En el marco de las cosmologías hinduista, jainista y la cosmogonía budista, Yambuduipa es el nombre del duipa (‘isla, continente’) donde viven los seres humanos ordinarios.

## Transliteraciones
- jambudvīpa, en el sistema AITS (alfabeto internacional de transliteración sánscrita) y ISO (organización internacional de normalización 15919).
- जम्बूद्वीप, en escritura devánagari.

## Descripción en el hinduismo
De acuerdo con la cosmografía de los puranas, este mundo está dividido en siete islas concéntricas (sapta-duipa vasumati) separadas por siete océanos concéntricos, cada uno del doble de anchura que el anterior (contando de dentro hacia fuera).

### Lista de 7 continentes
La lista más común es la de los sapta duipa (‘siete continentes’).
citados en el Sanskrit-English Dictionary del británico Monier Monier-Williams (1819-1899).</ref>
Estos continentes son concéntricos y están separados unos de otros por diferentes océanos (también concéntricos), de distintas sustancias.
Entre todos esos siete continentes forman el mundo (Bharata Varsha).
Los siete continentes son:
1) Yambu o Yambuduipa (árbol yambolán o yambul, Syzygium cumini).
Es el continente central y más pequeño.
Es plano, y tiene exactamente un millón de ioyanas (unos 6,20 millones de kilómetros) de anchura. (En comparación, el esférico planeta Tierra tiene 0,0128 millones de kilómetros de diámetro, y el Sol tiene 1,39 millones de kilómetros de diámetro).
En el centro de este continente se encuentra el monte Merú.
Está rodeado por un océano de agua salada (lógicamente, el único conocido por los escritores de los textos sagrados).
2) Plaksa (‘higuera’), Plaksaduipa o Go Medaka (una gema, de traducción actualmente desconocida).
Está rodeado por un océano de zumo de caña de azúcar, que mide el doble de anchura que el océano de agua salada.
3) Shalmali (el espinoso árbol simul, también llamado árbol de algodón, Bombax ceiba, Bombax heptaphyllum, o Salmalia malabárica) o Shalmaliduipa.
El espinoso tronco árbol de este árbol se utilizaba en la India antigua (cuando se crearon estas leyendas) para torturar a los delincuentes, y para torturar a las almas pecadoras en el infierno Shalmali; en ese infierno también hay un río llamado Shalmali.
Este continente está lleno de estos árboles.
Rodeado por un océano de vino, que mide el doble de anchura que el océano de zumo de caña de azúcar.
4) Kusha (‘pasto, zacate’) o Kushaduipa.
Está rodeado por un océano de ghi (mantequilla clarificada), que mide el doble de anchura que el océano de vino.
5) Krauñcha (del ave zarapito o numenius) o Kraunchaduipa.
Tiene forma concéntrica.
Está rodeado por un océano concéntrico de leche cuajada, que mide el doble de anchura que el océano de mantequilla derretida.
6) Shaka (árbol de teca o Tectona grandis) o Shakaduipa.
Está lleno de árboles de teca.
Está habitado por los rita vratas, los satia vratas, los dana vratas y los anu vratas).
Está rodeado por un océano de leche de vaca, que mide el doble de anchura que el océano de leche cuajada.
7) Púskara (‘loto’) o Púskaraduipa.
Está rodeado por un océano de agua dulce, que mide el doble de anchura que el océano de leche.

### Descripción de Yambuduipa
El continente Yambu-duipa (‘isla del árbol yambul’), también conocido como Sudarsana-duipa, es la isla más interna de este sistema recién mencionado.
Su nombre deriva de un gigantesco árbol yambu, que se encuentra en el centro del continente.
Las escrituras sagradas dicen que las frutas de este árbol gigante son tan grandes como elefantes y que cuando maduran y caen sobre la cresta de las montañas forman el río Yambu Nadi que fluye a través de Yambuduipa, cuyos habitantes beben de sus aguas.
El continente Yambuduipa tiene 9 varshas (zonas) y ocho cordilleras o montes importantes.
Tiene un millón de ioyanas (unos 6,2 millones de kilómetros) de ancho.
En comparación, el continente Eurasia tiene 0,012 millones de kilómetros de ancho.
El Markandeia-purana describe a Yambuduipa como elevado y ancho en el medio y un poco deprimido en el norte y en el sur.
La región elevada se llama Ilavrita Varsha o Meru Varsha.
En el centro de Ila-vrita se encuentra el monte Meru, rey de los montes y apoyo del planeta Tierra. En la cima del monte Meru se encuentra Brahmapura, la vasta ciudad del dios creador Brahma de cuatro cabezas. Alrededor de Brahmapuri están las ciudades del dios Indra y de otros siete dévatas (dioses).

### Varshas (regiones del continente)
- Centro:
  - Ilavrita
- Norte:
  - Ramyaka (o Ramanaka).
  - Jiranmaia (o Jiraniaka).
  - Uttarakuru (o Shringa Shaka).
- Sur:
  - Hari
  - Kimpurusha
  - Bharata
- Oeste:
  - Ketumala
- Este:
  - Bhadraswa.

### Montañas
- Norte:
  - Nila
  - Sveta
  - Sringavan
- Sur:
  - Nishada
  - Hemakuta
  - Himavan (Himalaya).
- Oeste:
  - Malayavat
- Este:
  - Gandhamadana.

## Textos cosmográficos
Una descripción geográfica de Yambuduipa se presenta con gran detalle en el Bhishma parva (capítulo sobre Bhishmá) en el Majabhárata y en varios Puranas.
El Markandeia-purana y el Brahmanda-purana dividen a Yambuduipa en cuatro vastas regiones con forma de cuatro pétalos de un loto, cuyo pericarpio sería el monte Meru.
La ciudad de Brahmapuri está rodeada por el río Akash Ganga, que proviene desde los pies del dios Vishnú y luego de bañar la región lunar (que los hinduistas aún hoy creen llena de una flora exuberante) cae «a través de los cielos» y luego de rodear Brahmapuri «se divide en cuatro poderosos ríos» que fluyen en cuatro direcciones opuestas e irrigan las vastas tierras de Yambuduipa.
- El río Sita irriga Bhadrasva Varsha,
- el río Yambu Nadi fluye a través de Ketumala Varsha,
- el río Alakananda fluye a través de Bharata Varsha y
- el río Bhadra fluye a través de Uttara-Kuru Varsha.[6]